# Shun Morishita
Shun Morishita (森下 俊?, Morishita Shun; Ise, 11 maggio 1986) è un ex calciatore giapponese, di ruolo difensore.